# Božica
Božica ili boginja je božanstvo u obliku žene (iako to mogu biti i bića koja nalikuju ženama, kao što su sirene u grčkoj mitologiji) koje su često ljudi štovali. Nekoliko kultura ima božice. Božice često imaju politeisti jer monoteisti češće vjeruju u Boga, iako sve više kršćana smatra da Bog ne mora uvijek biti muškog roda, pa zamjenicom „Ona” nazivaju Boga. Pojedina monoteistička religija naziva Boga drugim imenom, za razliku od druge monoteističke religije. Od indoeruropskih religija najviše božica imala je nordijska mitologija. Česti simbol božica je krug, kojem s lijeve i desne strane stoji po jedan polumjesec.

## Religije

### Hinduizam
Hinduizam je religija u kojoj Vrhovno Biće preuzima oblike mnogih bogova i božica. Najpoznatije hinduističke božice:
- Sarasvati
- Lakšmi
- Parvati
- Kali
- Durga

### Grčkorimska religija
- Perzefona – Prozerpina, kraljica podzemnog svijeta
- Demetra – Cerera, božica ratarstva, Zemlje i plodnosti
- Afrodita – Venera, božica ljubavi i ljepote
- Artemida – Dijana, božica lova i šuma
- Atena – Minerva, božica rata, zanatstva i zaštitnica grada Atene
- Kibela, "majka Zemlja"
- Hera – Junona, božica braka, Zeusova žena
- Nika – Viktorija, božica pobjede
- Dorida, božica mora

### Keltska mitologija
- Agrona, božica rata
- Brigid
- Matrona, "majka božica"
- Morrígan, božica bitki i plodnosti
- Sulis.

### Nordijska mitologija
- Freyja – božica ljubavi i ljepote
- Frigg – vrhovna božica Asa
- Fulla
- Gná
- Gullveig – misteriozna božica
- Hel – božica podzemlja
- Hlín
- Nanna
- Norne – suđenice nordijske mitologije
- Nótt – personifikacija noći
- Sol – božica Sunca

### Egipatska mitologija
- Mut, Amonova žena
- Izida, božica majka
- Hathor, božica koja može preuzeti lik krave, najljepša božica
- Neftis, božica grobnica
- Nut, božica neba i zvijezda
- Tawaret, božica trudnoće i majčinstva
- Meskhenet, božica rađanja, zaštitnica djece.